# Peter Matthews
Peter Matthews (ur. 13 listopada 1989) – jamajski lekkoatleta specjalizujący się w biegu na 400 metrów. 
W 2011 zdobył srebrny medal uniwersjady. Brązowy medalista IAAF World Relays (2017).
Rekord życiowy: 44,69 (23 sierpnia 2015, Pekin). 

## Osiągnięcia
| Rok  | Impreza              | Miejsce        | Konkurencja             | Lokata     | Wynik   |
| ---- | -------------------- | -------------- | ----------------------- | ---------- | ------- |
| 2011 | Uniwersjada          | Shenzhen       | bieg na 400 metrów      | 2. miejsce | 45,62   |
| 2015 | Mistrzostwa świata   | Pekin          | bieg na 400 metrów      | półfinał   | 45,42   |
| 2015 | Mistrzostwa świata   | Pekin          | sztafeta 4 × 400 metrów | 4. miejsce | 2:58,51 |
| 2016 | Igrzyska olimpijskie | Rio de Janeiro | sztafeta 4 × 400 metrów | 2. miejsce | 2:58,16 |
| 2017 | IAAF World Relays    | Nassau         | sztafeta 4 × 400 metrów | 3. miejsce | 3:02,86 |
| 2017 | Mistrzostwa świata   | Londyn         | sztafeta 4 × 400 metrów | eliminacje | 3:01,98 |